# 35th Infantry Division (Vereinigte Staaten)
Die 35th Infantry Division (deutsch 35. US-Infanteriedivision) ist ein Großverband der Army National Guard.

## Geschichte

### Erster Weltkrieg

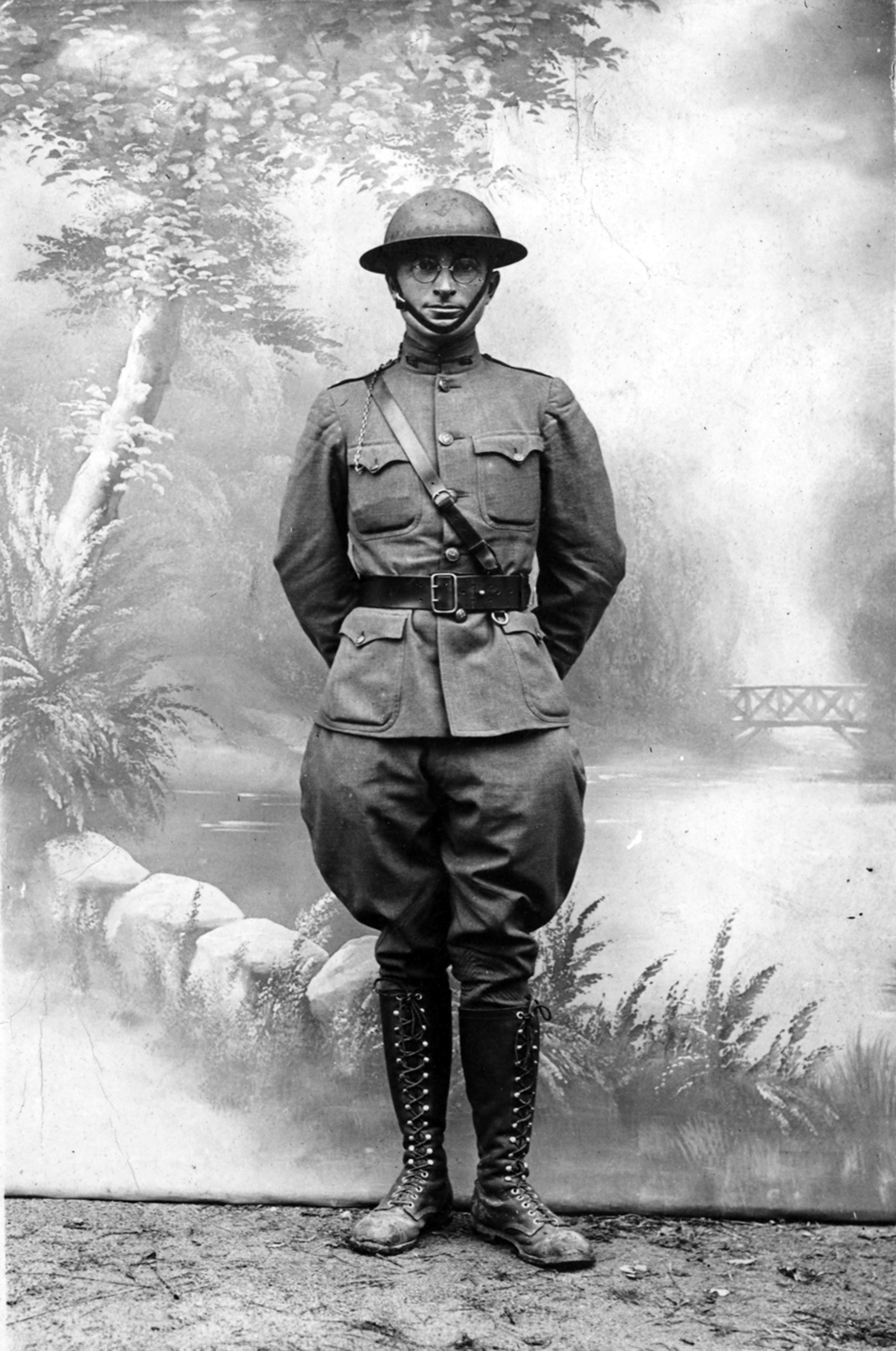
Harry S. Truman als Captain des 129th Field Artillery Regiment, 35th Infantry Division. Aufgenommen um 1918.

Die Division wurde am 25. August 1917 in Camp Doniphan, Oklahoma aufgestellt und bestand aus Mitgliedern der Nationalgarde aus Missouri und Kansas. Am 11. Mai 1918 landete die Division in Le Havre, wo sie Teil der American Expeditionary Forces in Nordfrankreich wurde. Zwischen dem 30. Juni und dem 13. August lag sie als Brigade in den Vogesen. Zur Division aufgestockt übernahm sie vom 14. August bis 1. September einen Front-Abschnitt bei Gerardmer im Elsass. Vom 21. bis 30. September und vom 15. Oktober bis 6. November nahm sie aktiv an der Maas-Argonnen-Offensive teil. Die Division wurde im Abschnitt Sommedieue am linken Flügel des I. Corps unter General Liggett zum Durchbruch auf Grandpré angesetzt. Der Division gelang am 27. September 1918 die Einnahme von Varennes und bis zum 28. mit dem Vorstoß zur Aire die Besetzung von Apremont. Die Truppen rückten zwölfeinhalb Kilometer vor und brachten 781 Gefangene ein, verloren dabei aber noch 1.067 Tote und 6.216 Verwundete. Zwei Soldaten der Division, Captain Alexander R. Skinker und Private Nels Wold, erhielten für ihre Verdienste die Medal of Honor. Einer der Soldaten der Division war der später US-Präsident Harry S. Truman, der als Captain eine Batterie des 129th Field Artillery Regiment, das damals zur Division gehörte, kommandierte. Im April 1919 kehrte die Division in die Vereinigten Staaten zurück, wo sie deaktiviert wurde.
Am 29. Oktober 1918, noch während des Einsatzes in Europa, erhielt die Division ihr offizielles Einheitenabzeichen: Ein Santa Fe Cross, das an die Ausbildung der Soldaten im Santa Fe Trail erinnern soll. Als Spitznamen führt die Division Santa Fe Division.

### Zweiter Weltkrieg
Die Division wurde 1935 reaktiviert und kam nach dem Angriff auf Pearl Harbor und dem Kriegseintritt der USA am 25. Mai 1944 nach Großbritannien. Im Juli landete die Division am Omaha Beach der Normandie und kämpfte danach im Rahmen der 3. Armee nördlich von Saint-Lô gegen zahlreiche deutsche Gegenangriffe an. Bis zum August erreichte sie Vire. Zwischen dem 7. und 13. August errichteten die Soldaten der 35th Infantry Division einen Fluchtkorridor für die 30th Infantry Division, die von den Deutschen bei Mortain eingekesselt wurden. Am 13. September wurde die Mosel überschritten, am 15. wurde Nancy und am 1. Oktober Chambrey befreit. Anfang Dezember wurde Saargemünd befreit und gleichzeitig die Saar überschritten. Mitte Dezember kamen die Soldaten der Division zur Erholung hinter die Front nach Metz. Am Ersten Weihnachtsfeiertag 1944 wurde die Division nach Belgien geschickt, um bei Bastogne bei der Abwehr der Ardennenoffensive zu helfen. Dabei konnte bei schweren Gefechten bis zum Januar die Gemeinde Villers-laBonne-Eau bei Bastogne befreit werden. Wenig später wurde die Division aufgrund der Verluste während der Kämpfe erneut zur Auffrischung hinter die Frontlinie verlegt. Ende Januar folgten Kämpfe im Osten Frankreichs, im Februar in den Niederlanden. Nach dem Durchbruch des Westwalls rückte die Division im Verband des XVI. Corps der 9. Armee auf das Reichsgebiet vor und überquerte Rhein, Wesel und den Rhein-Herne-Kanal. Im Osten stieß die Division bis nach Colbitz und Angern vor. Im Nordwesten Deutschlands wurde Hannover am 10. April besetzt. Die Division verblieb, ab 16. April dem XIII. Corps unterstellt, nach dem Kriegsende am 8. Mai noch kurze Zeit als Besatzungstruppe in Deutschland, ehe sie am 10. September 1945 in die USA zurückkehrte und dort deaktiviert wurde.
Während des Zweiten Weltkriegs starben 2485 Soldaten der Division im Kampf.

### Nachkriegszeit
Die Division wurde 1947 reaktiviert und während des Kalten Kriegs durch zahlreiche Einheiten ergänzt. Nach dem Bosnienkrieg kam die Division als Teil der SFOR auf den Balkan. Das Hauptquartier wurde in Tuzla errichtet, Einsatzorte waren u. a. Sarajevo und Doboj. Im Jahr 2005 leistete die Division nach Hurrikan Katrina humanitäre Hilfe im Bundesstaat Mississippi. Teile der Division waren zwischen 2007 und 2008 als Teil der KFOR im Kosovo stationiert.
Gegenwärtiger Kommandeur ist Major General John W. Rueger, Hauptquartier der Division ist seit 1984 Fort Leavenworth, Kansas. Im Spielfilm Stoßtrupp Gold tragen die Hauptpersonen Uniformen der 35th Infantry Division.

## Organisation
Während des Ersten Weltkriegs war die Division so aufgestellt:
- Headquarters and Headquarters Troop, 35th Division
- 69th Infantry Brigade
  - 137th Infantry Regiment
  - 138th Infantry Regiment
  - 129th Machine Gun Battalion
- 70th Infantry Brigade
  - 139th Infantry Regiment
  - 140th Infantry Regiment
  - 130th Machine Gun Battalion
- 60th Field Artillery Brigade
  - 128th Field Artillery Regiment
  - 129th Field Artillery Regiment
  - 130th Field Artillery Regiment
  - 110th Trench Mortar Battery
- 128th Machine Gun Battalion
- 110th Engineers
- 110th Field Signal Battalion
- 110th Train Headquarters and Military Police
  - 110th Ammunition Train
  - 110th Supply Train
  - 110th Engineer Train
  - 110th Sanitary Train

Im Zweiten Weltkrieg war die Division folgendermaßen aufgestellt:
- Headquarters and Headquarters Company
- 134th Infantry Regiment
- 137th Infantry Regiment
- 320th Infantry Regiment
- 35th Division Artillery
  - 127th Field Artillery Battalion
  - 161st Field Artillery Battalion
  - 216th Field Artillery Battalion
  - 219th Field Artillery Battalion
- 60th Engineer Battalion
- 110th Medical Battalion
- 35th Reconnaissance Troop
- Special Troops
  - 735th Ordnance Company
  - 35th Quartermaster Company
  - 35th Signal Company
  - 35th Military Police Platoon
  - Division Band

Die heutige Aufstellung ist folgende:
- Special Troops Battalion
- 127 Weather Fligh
- 33rd Infantry Brigade
- 39th Infantry Brigade
- 45th Infantry Brigade
- 67th Battlefield Surveillance Brigade
- Combat Aviation Brigade, 35th Infantry Division
- 110th Maneuver Enhancement Brigade
- 218th Maneuver Enhancement Brigade

## Divisionskommandeure
- Major General William M. Wright (25. August – 18. September 1917)
- Brigade General Lucien Grant Berry (18. September – 10. Dezember 1917)
- Major General William M. Wright (10. Dezember 1917 – 15. Juni 1918)
- Brigade General Nathaniel Fish McClure (15. Juni – 2. November 1918)
- Major General Peter E. Traub (2. – 25. November 1918)
- Brigade General Thomas Buchanan Dugan (25. November – 7. Dezember 1918)
- Major General Peter E. Traub (7. – 27. Dezember 1918)
- Major General Ralph E. Truman (Dezember 1940 – Oktober 1941)
- Major General William Hood Simpson (Oktober 1941 – April 1942)
- Major General Maxwell Murray (Mai 1942 – Januar 1943)
- Major General Paul W. Baade (Januar 1943 – Dezember 1945)